# Gozalqāyeh
Gozalqāyeh (persiska: گِزِل قايِه, گزلقايه, گُزَلقَيَه, Gezel Qāyeh) är en ort i Iran.   Den ligger i provinsen Kurdistan, i den nordvästra delen av landet, 300 km väster om huvudstaden Teheran. Gozalqāyeh ligger 1 887 meter över havet och antalet invånare är 182.
Terrängen runt Gozalqāyeh är kuperad norrut, men söderut är den platt. Terrängen runt Gozalqāyeh sluttar västerut. Runt Gozalqāyeh är det ganska tätbefolkat, med 54 invånare per kvadratkilometer. Närmaste större samhälle är Qohord-e Bālā, 17,8 km öster om Gozalqāyeh. Trakten runt Gozalqāyeh består i huvudsak av gräsmarker.